# Нанострижень
Нанострижень — довгаста наночастинка, будь-які розміри якої не перевищують 100 нм, а відношення довжини до ширини лежить зазвичай в межах від 3:1 до 5:1. Нанострижні можуть бути з напівпровідникового матеріалу або металу. Їх вирощують прямим хімічним синтезом. Ліганди підбираються так, щоб вони сприяли росту в одному напряму й сповільнювали в інших.

## Сфери застосування
Нанострижні можуть знайти застосування в дисплеях, оскільки їхня здатність відбивати світло залежить від орієнтації, яку можна змінити електричним полем. Інше потенційне застосування —  мікроелектромеханічні системи (MEMS).  Нанострижні та інші наночастинки, виготовлені з благородних металів, діють як агенти терагностики. Вони поглинають світло в близькому інфрачервоному діапазоні, генеруючи при цьому тепло. Ця властивість зумовила використання нанострижнів у лікуванні раку. Нанострижні можуть спрягатися з клітинами пухлини й проникати в них. Коли пацієнта опромінюють інфрачервоним світлом (яке проходить через тканину тіла), нанострижні нагріваються, вбиваючи тільки ракові тканини і не завдаючи шкоди здоровим.

## Синтез

### ZnO
Нанострижні оксиду цинку відомі також як нанодротини, мають ширику забороненої зони 3,37 еВ. Енергія зв'язку збудження в них становить 60 меВ. Оптичну заборонену зону нанострижнів ZnO можна змінювати, змінюючи морфологію, склад, розмір тощо. В останні роки нанострижні ZnO широко використовуються для створення наноскопічних електронних пристроїв, зокрема польових транзисторів, фотодетекторів ультрафіолетового випромінювання, діодів Шотткі та світлодіодів великої яскравості. Розроблено різні методи синтезу монокристалічних вюрцитних нанострижнів. Найкраще вивчений з них - вирощування з газової фази. Зазвичай пару  ZnO конденсують на твердотільній підкладці. Пару ZnO можна утворити трьома методами: термічним випаровуванням, хімічним відновленням та методом пара-рідина-тверде тіло. У методі термічного випаровування порошок ZnO змішують  SnO2 і нагрівають. У методі хімічного відновлення пару цинку, утворену відновленням ZnO, переносять у зону росту й знову окиснюють до утворення ZnO.   Найчастіше для синтезу монокристалічних нанострижнів ZnO використовують процес пара-рідина-тверде тіло, запропонований у 1964 році.  У цьому процесі на підкладку осаджують крапельки каталізатора, з яким взаємодіють  гази, зокрема пара цинку та  суміш CO/CO2, після чого відбувається нуклеація й ріст. Типові металеві каталізатори — золото, мідь, нікель та олово. Нанодротини  ZnO ростуть на поверхні підкладки й збираються в структури моношарів.  Не так давно розвинуто метод хімічного осадження з пари (MOCVD). Він не потребує каталізатора, а ріст відбувається за температури 400 ~500 °C, тобто в значно легших умовах у порівнянні з традиційним методом росту з пари. Більш того, нанострижні оксидів металів (ZnO, CuO, Fe2O3, V2O5 тощо) можна отримати нагріванням у повітрі методом термічного окислення. Наприклад, щоб отримати густий килим нанострижнів CuO досить нагріти фольгу міді в повітрі до температури 420 °C.

### Золоті нанострижні
Найпоширенішим та найуспішнішим методом синтезу золотих нанострижнів високої якості є використання зародків. Зазвичай як зародки використовують наносфери золота вкриті цитратом. Їх додають у розчин HAuCl4, де вібувається ріст. HAuCl4 відновлюють аскорбіновою кислотою у присутності поверхнево-активної речовини броміду цетилтриметиламіаку та іонів срібла. Довші нанострижні (із співвідношенням довжини до ширини до 25)  можна отримати без нітрату срібла, використовуючи трикроковий метод.  У цій методиці зародки кілька разів додають до розчину з метою контролю над неоднорідним осаджування, а отже над швидкістю росту кристалів.
Недоліком цього методу є утворення золотих наносфер, які вимагають неочевидного фільтрування. В одній із модифікацій методу цитрат натрію заміняють сильнішим CTAB стабілізатором. Іншим покращенням стало додавання іонів срібла до розчину, що обмежує відношення довжини до ширини нанострижнів п'ятіркою, але дає 90% вихід. Срібло має нижчий потенціал відновлення ніж золото. Його можна відновити на поверхні нанострижнів при меншому потенціалі осадження.  Відкладення срібла конкурує з відкладенням золота, сповільнюючи ріст специфічних граней кристала й сприяючи одновимірному росту з формуванням нанострижнів.

### Обмін катіонами
Обмін катіонами є традиційною методикою з перспективою для синтезу нанострижнів. У нанострижнях обмін катіонами кінетично вигідний і часто допомагає зберегти форму. У порівнянні з об'ємними зразками, обмін катіонами в нанострижнях набагато швидший завдяки великій площі поверхні. У цій методиці використовують готові нанострижні інших матеріалів з метою отримати нанострижні з матеріалів, для яких синтез із розчину не працює. Більш того, можна робити складніші системи, гетероструктури, провівши перетворення тільки частково. 